# Georg Lammers
Georg Lammers (Burhave, 1905. április 14. – Butjadingen, 1987. március 17.) német atléta és rövidtávfutó. Részt vett az 1928. évi nyári olimpiai játékokon, ahol a 4x100 méteres síkfutásban ezüstérmet, 100 méteren pedig bronzot szerzett.